# Mejor quinteto de la American Basketball Association
El All-ABA Team (en español Mejor quinteto de la ABA) fue un reconocimiento que otorgaba cada año la desaparecida liga de la ABA a los diez mejores jugadores de la temporada regular, divididos en dos equipos, el primero y el segundo.

## Ganadores
|                      | Incluido en el Basketball Hall of Fame         |
| Jugador (en negrita) | Indica el jugador que consiguió ese año el MVP |

| Temporada |                     |                        |                    |                              |
| Temporada | 1.er quinteto       | 1.er quinteto          | 2° quinteto        | 2° quinteto                  |
| Temporada | Jugador             | Equipo                 | Jugador            | Equipo                       |
| --------- | ------------------- | ---------------------- | ------------------ | ---------------------------- |
| 1967-68   | Connie Hawkins      | Pittsburgh Pipers      | Roger Brown        | Indiana Pacers               |
| 1967-68   | Doug Moe            | New Orleans Buccaneers | John Beasley       | Dallas Chaparrals            |
| 1967-68   | Mel Daniels         | Minnesota Muskies      | Cincinnatus Powell | Dallas Chaparrals            |
| 1967-68   | Larry Jones         | Denver Rockets         | Louie Dampier      | Kentucky Colonels            |
| 1967-68   | Charles Williams    | Pittsburgh Pipers      | Larry Brown        | New Orleans Buccaneers       |
| 1968-69   | Connie Hawkins (2)  | Minnesota Pipers       | John Beasley (2)   | Dallas Chaparrals            |
| 1968-69   | Rick Barry          | Oakland Oaks           | Doug Moe (2)       | Oakland Oaks                 |
| 1968-69   | Mel Daniels (2)     | Indiana Pacers         | Red Robbins        | New Orleans Buccaneers       |
| 1968-69   | Jimmy Jones         | New Orleans Buccaneers | Donnie Freeman     | Miami Floridians             |
| 1968-69   | Larry Jones (2)     | Denver Rockets         | Louie Dampier (2)  | Kentucky Colonels            |
| 1969-70   | Rick Barry (2)      | Washington Caps        | Roger Brown (2)    | Indiana Pacers               |
| 1969-70   | Spencer Haywood     | Denver Rockets         | Bob Netolicky      | Indiana Pacers               |
| 1969-70   | Mel Daniels (3)     | Indiana Pacers         | Red Robbins (2)    | New Orleans Buccaneers       |
| 1969-70   | Bob Verga           | Carolina Cougars       | Louie Dampier (3)  | Kentucky Colonels            |
| 1969-70   | Larry Jones (2)     | Denver Rockets         | Donnie Freeman (2) | Miami Floridians             |
| 1970-71   | Roger Brown (3)     | Indiana Pacers         | John Brisker       | Pittsburgh Condors           |
| 1970-71   | Rick Barry (3)      | New York Nets          | Joe Caldwell       | Carolina Cougars             |
| 1970-71   | Mel Daniels (4)     | Indiana Pacers         | Larry Cannon       | Denver Rockets               |
| 1970-71   | Mack Calvin         | The Floridians         | Donnie Freeman (3) | Texas Chaparrals             |
| 1970-71   | Charlie Scott       | Virginia Squires       | Zelmo Beaty        | Utah Stars (empatado)        |
| 1970-71   | Charlie Scott       | Virginia Squires       | Dan Issel          | Kentucky Colonels (empatado) |
| 1971-72   | Dan Issel (2)       | Kentucky Colonels      | Willie Wise        | Utah Stars                   |
| 1971-72   | Rick Barry (4)      | New York Nets          | Julius Erving      | Virginia Squires             |
| 1971-72   | Artis Gilmore       | Kentucky Colonels      | Zelmo Beaty (2)    | Utah Stars                   |
| 1971-72   | Donnie Freeman (4)  | Dallas Chaparrals      | Ralph Simpson      | Denver Rockets               |
| 1971-72   | Bill Melchionni     | New York Nets          | Charlie Scott (2)  | Virginia Squires             |
| 1972-73   | Billy Cunningham    | Carolina Cougars       | George McGinnis    | Indiana Pacers               |
| 1972-73   | Julius Erving (2)   | Virginia Squires       | Dan Issel (3)      | Kentucky Colonels            |
| 1972-73   | Artis Gilmore (2)   | Kentucky Colonels      | Mel Daniels (5)    | Indiana Pacers               |
| 1972-73   | Jimmy Jones (2)     | Utah Stars             | Ralph Simpson (2)  | Denver Rockets               |
| 1972-73   | Warren Jabali       | Denver Rockets         | Mack Calvin (2)    | Carolina Cougars             |
| 1973-74   | George McGinnis (2) | Indiana Pacers         | Willie Wise (2)    | Utah Stars                   |
| 1973-74   | Julius Erving (3)   | New York Nets          | Dan Issel (4)      | Kentucky Colonels            |
| 1973-74   | Artis Gilmore (3)   | Kentucky Colonels      | Swen Nater         | Virginia/San Antonio         |
| 1973-74   | Jimmy Jones (3)     | Utah Stars             | Ron Boone          | Utah Stars                   |
| 1973-74   | Mack Calvin (3)     | Carolina Cougars       | Louie Dampier (4)  | Kentucky Colonels            |
| 1974-75   | George McGinnis (3) | Indiana Pacers         | Marvin Barnes      | Spirits of St. Louis         |
| 1974-75   | Julius Erving (4)   | New York Nets          | George Gervin      | San Antonio Spurs            |
| 1974-75   | Artis Gilmore (4)   | Kentucky Colonels      | Swen Nater (2)     | San Antonio Spurs            |
| 1974-75   | Ron Boone (2)       | Utah Stars             | James Silas        | San Antonio Spurs            |
| 1974-75   | Mack Calvin (4)     | Denver Nuggets         | Brian Taylor       | New York Nets                |
| 1975-76   | Ralph Simpson (3)   | Denver Nuggets         | Bobby Jones        | Denver Nuggets               |
| 1975-76   | Julius Erving (5)   | New York Nets          | George Gervin (2)  | San Antonio Spurs            |
| 1975-76   | Artis Gilmore (5)   | Kentucky Colonels      | Dan Issel (5)      | Denver Nuggets               |
| 1975-76   | Billy Knight        | Indiana Pacers         | David Thompson     | Denver Nuggets               |
| 1975-76   | James Silas (2)     | San Antonio Spurs      | Don Buse           | Indiana Pacers               |